# Adolf Pietrasiak
Adolf Pietrasiak (né le 17 novembre 1916 à Kośmin en Pologne - mort le 29 novembre 1943 dans la Manche) est un pilote de chasse polonais, as des forces armées polonaises de la Seconde Guerre mondiale.

## Biographie
En 1932 il entre à l'école des sous-officiers de la force aérienne pour les mineurs à Bydgoszcz. Il la termine en 1936 avec le grade de caporal et reçoit son affectation à la 122e escadrille de chasse à Cracovie.
 Le 6 septembre 1939 son avion est endommagé par erreur par la DCA polonaise. Le matin du 18 septembre 1939 il est évacué en Roumanie d'où il arrive en France. Il intègre une patrouille de chasse à Bourges. Le 5 juin 1940, en pilotant un Curtiss Hawk 75A il remporte sur des He 111 trois victoires partagées.
Le 27 juin 1940 il gagne l'Angleterre et incorpore la 303e escadrille de chasse polonaise, ensuite il est transféré au 92 RAF Squadron. Le 23 juillet il est affecté à la 308e escadrille de chasse polonaise. Le 19 août 1941 il est abattu au-dessus de la France et saute en parachute. Il revient en Angleterre via l'Espagne et Gibraltar, en novembre 1941. À partir du 24 août 1942 il sert à la 317e escadrille de chasse polonaise. Le 1er janvier 1943 il est promu sous-lieutenant.
Le 29 novembre 1943 il décolle pour une mission dont il ne revient pas, son avion s'est probablement écrasé dans la Manche. Le corps du sous-lieutenant n'a jamais été trouvé.
Adolf Pietrasiak est titulaire de 8 victoires homologuées.

## Decorations
- Ordre militaire de Virtuti Militari
- La croix de la Valeur Krzyż Walecznych
- Distinguished Flying Medal